# امیر علیپور (بازیکن فوتبال)
امیر علیپور (زادهٔ ۱ اردیبهشت ۱۳۷۰ در تهران) بازیکن فوتبال و مینی فوتبال اهل ایران است که در پست هافبک بازی‌ساز برای تیم ملی مینی فوتبال ایران بازی می‌کند.